# PROCYON
PROCYONは、東京大学大学院工学系研究科航空宇宙工学専攻学生を中心に開発された超小型深宇宙探査機である。2014年12月3日に、小惑星探査機「はやぶさ2」の相乗り小型副ペイロードとして種子島宇宙センターよりH-2Aロケット26号機で九州工業大学のしんえん2や多摩美術大学のDESPATCHと共に打上げられた。

## 概要
大型探査機と比べ重量で1桁以上軽く、コストは2桁も小さい世界最小の深宇宙探査機で、超小型深宇宙探査機バス技術実証と窒化ガリウム（GaN）を用いた高効率X帯パワーアンプによる通信や深宇宙での超長基線電波干渉法（VLBI）による航行実験、超近接フライバイ撮像技術等の深宇宙探査技術の実証を目的とした。姿勢系・推進系は東京大学とISAS、データ処理系は東京理科大学、太陽電池パドル展開機構は日本大学・衛星技術協力機構、ミッション系は東大・立教大学・明星大学、熱処理は東大・ISAS・北海道大学と、複数の研究機関が開発に参加していた。
超小型深宇宙探査機バス技術（電源、通信、姿勢制御、推進系などの超小型深宇宙探査機に必要な基本的な機能）軌道上実証に成功。小惑星2000 DP107への接近フライバイ観測を目指していたが、イオンスラスタの不調のため断念。科学観測や地球最接近に向けた地球・月撮像などの運用を継続した。2015年12月3日に通信が途絶。
船瀬龍准教授らの研究グループは、「世界初の超小型深宇宙探査機の研究」が評価され、平成29年度科学技術分野の文部科学大臣表彰 科学技術賞（研究部門）を受賞した。

## 構造
全長55 cm、全幅55 cm、全高67 cm、重量64.5 kgで、小型ながらも軌道変更のためのイオンエンジンを備える。このエンジンは設計時の推力は250 µNであったが、それを上回る330 µNに達したものの、2015年3月10日に故障した。

## 仕様
- 全長：55 cm
- 全幅：55 cm
- 全高：63 cm
- 重量：64.5 kg
- 電源：太陽電池パネル 3接合GaAsセル、リチウムイオン二次電池[1]

### 搭載機器
- 高効率X帯パワーアンプ
- ジオコロナ観測用ライマンα線カメラ